# Gentium
Gentium ist eine freie Unicode-Schriftart, die von Victor Gaultney gestaltet wird.
Gentium verfügt über circa 1.500 Glyphen, welche die Varianten des lateinischen Alphabets abbilden, die auf der ganzen Welt in Gebrauch sind, und besitzt auch griechische Buchstaben, die auf die lateinischen abgestimmt sind. Derzeit existieren die Schnitte „regulär“, „kursiv“, „fett“ und „fett-kursiv“. Die Erweiterung um kyrillische Buchstaben ist in Vorbereitung.
Gentium wird zusammen mit dem Alternativzeichensatz GentiumAlt bereitgestellt, der flachere diakritische Zeichen besitzt als die Standardversion, um bei Buchstaben mit mehreren diakritischen Zeichen eine harmonischere Anmutung herzustellen.

## Geschichte
2003 gewann die Schriftart die Type Design Competition zusammen mit vierzehn weiteren Schriften.
Am 28. November 2005 wurde sie den Bedingungen der freien SIL Open Font License (OFL) unterstellt.
Seit dem 4. April 2008 stehen Versionen der Gentium Basic und der etwas weniger grazilen Variante Gentium Basic Book jeweils in einem normalen, kursiven, fetten und fett-kursiven Schnitt zur Verfügung. Der Zusatz „Basic“ bezieht sich auf den Zeichenumfang, der nur die Sektionen Basic Latin und Latin 1 des Unicodes voll abdeckt und zusätzlich einige weitere Zeichen enthält (dies ist aber für die zentraleuropäischen Sprachen ausreichend).  Im November 2010 wurde eine aktualisierte Version des normalen und kursiven Schnitts von Gentium unter dem Namen "Gentium Plus" veröffentlicht. Die "Plus"-Version enthält den vollen Zeichensatz von Latin, das IPA sowie das griechische und kyrillische Alphabet. Der fette und der fett-kursive Schnitt für Gentium Plus sind in Vorbereitung. Diese Schnitte gibt es derzeit jedoch nur in den Familien "Basic" und "Basic Book". Das Projekt plant sämtliche derzeit verfügbaren Versionen in Zukunft in der Version "Gentium Plus" zusammenzuführen, die dann auch den fetten und fett-kursiven Schnitt umfassen wird. Die ursprüngliche Gentium wird dann ausschließlich aus Kompatibilitätsgründen weiter zur Verfügung gestellt.

## Klassifikation der Schrift
- Nach DIN 16518 gehört die Gentium in die Gruppe II (Französische Renaissance-Antiqua)
- Nach der Klassifizierungsmethode von Wolfgang Beinert gehört sie zur Gruppe 1, Untergruppe Französische Renaissance-Antiqua